# Рикардо Пикио
Рикардо Пикио (на италиански: Riccardo Picchio) e италиански лингвист и славист.

## Биография
Роден е на 7 септември 1923 г. в Алесандрия, Италианско кралство. Завършва славистика в Римския университет „Ла Сапиенца“. През 1947 г. е редактор в списание „L’Avanti“. Две години преподава италиански език (1948 – 49) във Варшавския университет, където под влияние на Тадеуш Лер-Сплавински се насочва към палеославистиката, а после специализира българистика в Париж при Роже Бернар и стара руска литература при Андре Мазон. Между 1953 и 1961 г. е професор в университетите на Флоренция и Пиза, а след това оглавява Института по славянска филология в Римския университет „Ла Сапиенца“ (1961 – 65). През 1965 – 1966 г. е гост-професор в Колумбийския университет в Ню Йорк, а от 1968 г., в продължение на почти две десетилетия, е професор по славянски литератури в Йейлския университет в Ню Хейвън. Когато се връща в Италия през 1985 г., Рикардо Пикио става професор по руска, църковнославянска и българска литература в Университетския източен институт в Неапол, където през 1993 г. се пенсионира.
Чуждестранен член на БАН (избран през 1981 г.).
Лауреат на Международната награда „Братя Кирил и Методий“ (1984). Почетен доктор на Софийския университет „Св. Климент Охридски“ (1988).
Умира на 13 август 2011 г. в Ню Хейвън, Кънектикът, САЩ.

## Идеи
Сред многобройните значителни приноси на проф. Пикио непременно трябва да се споменат някои фундаментални обобщения, които поставят на нова основа проучванията на средновековните литературни текстове. Важен момент е концепцията му за европейската „Slavia“, която през Средновековието се разделя на „източно славянство“ и „западно славянство“ – две успоредно съществуващи, но развиващи се по различни пътища култури в зависимост от различните географски, езикови и конфесионални области, към които се отнасят, и въвеждането на термините „Slavia Orthodoxa“ и „Slavia Latina“ за тяхното означаване.

## По-значими произведения
- 1951 – Il sarmatismo polacco. Note di storia della cultura barocca
- 1953 – Tradizione „sarmatica“ e slavismo polacco
- 1954 – Gli „Annali“ del Baronio-Skarga e la „Storia“ di Paisji Hilendarski
- 1964 – La narrativa polacca contemporanea
- 1965 – E.M. Manolesso, A. Vimina e la Polonia
- 1968 – La letteratura russa antica
- 1970 – Struktura stylistyczna „Gofreda“ na tle tradycji polskich
- 1970 – L'Europa orientale dal Rinascimento all'età illuministica
- 1975 – Treny Kochanowskiego na tle poetyki renesansowej

На български
- Православното славянство и старобългарската културна традиция. София: УИ „Св. Климент Охридски“, 1993, 724 с.